# IntactGP
IntactGP ist ein deutsches Motorradsport-Team aus Memmingen, das seit 2013 in der Moto2-Weltmeisterschaft sowie seit 2019 im neuen MotoE World Cup antritt. Das Team wird von Liqui Moly gesponsert; Teamchef ist Jürgen Lingg.
Die ersten drei Jahre fuhr Sandro Cortese als alleiniger Fahrer fürs Team, bevor 2016 ein zweites Bike für Jonas Folger eingesetzt wurde. Dieser konnte beim Großen Preis von Tschechien den ersten Sieg für IntactGP einfahren.
2017 wurde Folger nach seinem Aufstieg in die MotoGP durch Marcel Schrötter ersetzt. Zudem wechselte das Team für ein Jahr von Kalex zu Suter. 2018 kam Xavi Vierge und damit erstmals ein nicht aus Deutschland stammender Fahrer anstelle von Cortese ins Team.
Seit 2019 bildeten Schrötter und Thomas Lüthi das IntactGP-Fahrerduo, zudem tritt man seitdem im neuen MotoE World Cup an, erst mit Jesko Raffin, ab 2020 mit Dominique Aegerter, der den Cup als Dritter abschloss.
2021 übernahm Tony Arbolino den Platz Lüthis übernehmen, der zum Pertamina Mandalika SAG Team wechselte. In der Saison 2022 ging Jeremy Alcoba, der aus der Moto3 aufsteigt, neben Marcel Schrötter an den Start.
2023 schloss sich Intact mit Husqvarna Motorcycles zusammen und wurde zu Liqui Moly Husqvarna IntactGP. In der Moto2 fahren nun Lukas Tulovic und Darryn Binder, der jüngere Bruder Brad Binders. Darüber hinaus ersetzte man das Max Racing Team in der Moto3 und schloss sich mit Peter Öttl, dem früheren Geschäftspartners Max Biaggis zusammen; womit IntactGP erstmals in der Moto3 antritt. Die Fahrer waren Ayumu Sasaki und Collin Veijer. Man gewann in der Moto3 zwei Grand Prixs (je einen durch Veijer und Sasaki) und die Teamweltmeisterschaft, während der Japaner Vizeweltmeister wurde. Auch in der MotoE, welche erstmals als Weltmeisterschaft ausgetragen wurde, konnten Héctor Garzó und Randy Krummenacher je ein Rennen für sich entscheiden.
2024 hat Binder den amtierenden Moto2-Europameister Senna Agius als neuen Teamkollegen. Darüber hinaus wird Sasaki nach dessen Moto2-Aufstieg durch seinen Landsmann Tatsuki Suzuki ersetzt, während Veijer im Team in derselben Klasse bleibt.
In der MotoE-Weltmeisterschaft fährt IntactGP mit Lukas Tulovic und Héctor Garzó.
Darüber hinaus fährt Intact in der JuniorGP mit den Österreichern Jakob Rosenthaler und Leo Rammerstorfer sowie dem Finnen Rico Salmela.

## Statistik

### Titel
- 2022 –  Lukas Tulovic, Moto2-Europameister auf Kalex
- 2022 –  Dominique Aegerter, MotoE World-Cup-Gesamtsieger auf Energica
- 2023 –  Senna Agius, Moto2-Europameister auf Kalex

### Team-WM-Ergebnisse (seit 2018)

#### Moto2
- 2018 – Vierter
- 2019 – Zweiter
- 2020 – Fünfter
- 2021 – Siebter
- 2022 – Siebter
- 2023 – Dreizehnter
- 2024 – Neunter

#### Moto3
- 2023 – Weltmeister
- 2024 – Dritter

### Grand-Prix-Siege
| Saison | Klasse | Rennen                                             |
| ------ | ------ | -------------------------------------------------- |
| 2016   | Moto2  | Tschechien                                         |
| 2019   | Moto2  | USA-Texas                                          |
| 2020   | MotoE  | Andalusien Emilia-Romagna                          |
| 2022   | MotoE  | Frankreich Italien Niederlande                     |
| 2023   | Moto3  | Malaysia Valencia                                  |
| 2023   | MotoE  | Deutschland Vereinigtes Konigreich                 |
| 2024   | Moto3  | Spanien                                            |
| 2024   | MotoE  | Niederlande Deutschland Deutschland Osterreich     |
| 2025   | Moto2  | Thailand Spanien Frankreich Vereinigtes Konigreich |
| 2025   | Moto3  | Aragonien                                          |